# 羅田普濟橋
羅田普濟橋位於重慶市萬州區羅田鎮舊場鎮旁，文物遺址年代為清代，2009年12月15日列為第二批重慶市文物保護單位。